# Especulación inmobiliaria
La especulación inmobiliaria es la práctica de comprar, vender o invertir en bienes raíces con el objetivo de obtener ganancias rápidas a través de la apreciación del valor de la propiedad. Este fenómeno ocurre cuando los inversionistas adquieren propiedades, ya sea terrenos vacantes o edificios existentes, con la intención de revenderlos a un precio más alto en el futuro, sin necesariamente hacer mejoras significativas en la propiedad.
La especulación inmobiliaria a menudo se basa en la anticipación de cambios en el mercado, como el desarrollo de infraestructuras, la revitalización de vecindarios o el aumento de la demanda de viviendas. Sin embargo, también puede contribuir al aumento de los precios de la vivienda, lo que puede llevar a la gentrificación y dificultar el acceso a viviendas asequibles para la población en general.

## Causas
La especulación inmobiliaria es un fenómeno complejo que tiene diversas causas, que van desde factores económicos y sociales hasta cambios en el mercado y políticas gubernamentales. Estas causas interactúan entre sí, generando un ambiente propicio para la especulación inmobiliaria.
En primer lugar, uno de los impulsores clave de la especulación inmobiliaria es la oferta y demanda desequilibrada. Cuando la demanda de viviendas supera la oferta disponible, los precios tienden a aumentar. Esto puede ocurrir debido al crecimiento de la población, la urbanización y la migración hacia áreas urbanas, donde la oferta de viviendas no puede mantenerse al ritmo de la demanda creciente. En estas circunstancias, los especuladores inmobiliarios aprovechan la escasez de viviendas y compran propiedades con la expectativa de venderlas a un precio más alto en el futuro.
Otro factor importante es la disponibilidad de financiamiento. En muchos casos, los especuladores inmobiliarios recurren a préstamos o créditos para adquirir propiedades. Si los préstamos son fáciles de obtener y las tasas de interés son bajas, se crea un entorno propicio para la especulación. Los inversionistas pueden obtener financiamiento para comprar múltiples propiedades y esperar a que los precios se incrementen antes de vender. Sin embargo, esto también puede generar burbujas inmobiliarias y aumentar el riesgo de una crisis financiera si los precios colapsan.
La especulación inmobiliaria también está relacionada con la especulación del suelo. En muchas ciudades, la disponibilidad de terrenos adecuados para la construcción de viviendas es limitada. Los especuladores pueden comprar terrenos en áreas estratégicas y esperar a que la demanda aumente, lo que impulsa los precios hacia arriba. Además, los cambios en la zonificación o las regulaciones de construcción pueden aumentar el valor del suelo, lo que incentiva aún más la especulación.
Los factores socioeconómicos también desempeñan un papel importante en la especulación inmobiliaria. En algunas regiones, la desigualdad económica puede llevar a la concentración de la riqueza en manos de unos pocos inversionistas, lo que les permite dominar el mercado inmobiliario y manipular los precios. Esto puede generar un ciclo de especulación y aumento de precios, lo que dificulta el acceso a la vivienda para la población en general.
Además, las políticas gubernamentales pueden influir en la especulación inmobiliaria. Algunos gobiernos implementan medidas que fomentan la inversión en bienes raíces, como exenciones fiscales, programas de incentivos o políticas de desarrollo urbano. Estas medidas pueden generar un aumento en la demanda de propiedades y alimentar la especulación. Por otro lado, la falta de regulaciones adecuadas o la falta de aplicación de las existentes pueden permitir prácticas especulativas sin restricciones, lo que contribuye al problema.

## Consecuencias
La especulación inmobiliaria puede tener una serie de consecuencias significativas, tanto a nivel económico como social, que pueden afectar a las comunidades y a la sociedad en general. Estas consecuencias suelen surgir cuando la especulación inmobiliaria se descontrola y los precios de la vivienda se disparan de manera desproporcionada.
Una de las consecuencias más evidentes de la especulación inmobiliaria es la creciente dificultad para acceder a viviendas asequibles. Cuando los precios de la vivienda se disparan, muchas personas y familias se ven excluidas del mercado inmobiliario. Esto puede generar problemas de falta de vivienda y aumentar la brecha entre aquellos que pueden permitirse comprar o alquilar una vivienda y aquellos que no. La especulación inmobiliaria puede contribuir a la segregación socioeconómica, ya que las áreas urbanas que se vuelven más atractivas para los inversionistas tienden a expulsar a residentes de bajos ingresos, generando desplazamiento y desequilibrios en la composición demográfica de los vecindarios.
Además, la especulación inmobiliaria puede tener un impacto negativo en la estabilidad económica. Cuando los precios de la vivienda se inflan artificialmente debido a la especulación, existe el riesgo de crear una burbuja inmobiliaria que eventualmente pueda colapsar. Si la burbuja estalla, los precios de la vivienda pueden caer bruscamente, lo que puede tener graves consecuencias económicas. Los inversionistas que compraron propiedades con la expectativa de obtener ganancias pueden enfrentar pérdidas significativas, y esto puede tener un efecto dominó en la economía en general, ya que puede afectar a las instituciones financieras y a otros sectores relacionados con la industria de la construcción y bienes raíces.
Otra consecuencia negativa de la especulación inmobiliaria es la gentrificación. La especulación inmobiliaria a menudo se concentra en áreas urbanas que experimentan revitalización o desarrollo, lo que lleva a un aumento de los precios de las viviendas y a la llegada de nuevos residentes con mayor poder adquisitivo. Esto puede desplazar a los residentes de bajos ingresos que no pueden permitirse los nuevos precios de la vivienda o el aumento de los costos de vida en el área. Como resultado, los residentes de larga data pueden perder sus hogares y comunidades enteras pueden ser desplazadas, lo que lleva a la pérdida de la cohesión social y cultural de la zona.
Además de estas consecuencias directas, la especulación inmobiliaria puede tener un impacto negativo en la planificación urbana y en la calidad de vida de las comunidades. Cuando los precios de la vivienda se disparan, puede ser difícil para los gobiernos locales y las autoridades planificar un desarrollo urbano equilibrado. La falta de viviendas asequibles puede afectar a los trabajadores y dificultar la atracción de talento a determinadas áreas. Además, la especulación inmobiliaria puede conducir a una sobreexplotación de los recursos naturales y la degradación del entorno urbano, ya que los inversionistas buscan maximizar sus ganancias sin necesariamente preocuparse por la calidad de vida de las comunidades.
Es importante destacar que no todas las consecuencias de la especulación inmobiliaria son negativas. En algunos casos, la especulación puede generar inversiones en infraestructura y desarrollo, lo que puede tener beneficios económicos y sociales para una región determinada. Sin embargo, es fundamental equilibrar estos beneficios con el acceso a viviendas asequibles y la protección de los derechos de los residentes de larga data.

## Relación entre especulación financiera y especulación inmobiliaria
Existe una estrecha relación entre la especulación financiera y la especulación inmobiliaria, ya que ambas prácticas comparten características y se influyen mutuamente en el ámbito económico.
En primer lugar, tanto la especulación financiera como la especulación inmobiliaria se basan en la anticipación de cambios en los precios y en la búsqueda de ganancias a través de la compra y venta de activos. Los especuladores financieros buscan aprovechar las fluctuaciones en los precios de acciones, bonos, divisas u otros instrumentos financieros, mientras que los especuladores inmobiliarios se enfocan en la compra y venta de propiedades con el objetivo de obtener beneficios de la apreciación del valor.
Además, ambas formas de especulación pueden alimentarse mutuamente. Por ejemplo, los flujos de capital y las inversiones especulativas en el sector financiero pueden afectar los precios de las viviendas. Cuando los inversores buscan rendimientos más altos en los mercados financieros, pueden desviar fondos de la inversión en bienes raíces, lo que puede tener un impacto en la demanda y los precios de la vivienda. Por otro lado, las fluctuaciones en los precios de la vivienda pueden tener repercusiones en los mercados financieros, especialmente en instituciones financieras expuestas a préstamos hipotecarios o inversiones en el sector inmobiliario.